# Чжан Чжунци
Чжан Чжунци (кит. упр. 张忠奇, пиньинь Zháng Zhōngqí, род. 2 ноября 1982) — китайский конькобежец, участник зимних Олимпийских игр 2006 и 2010 годов.